# タシガン
タシガン（ゾンカ語: བཀྲ་ཤིས་སྒང་།、英: Trashigang、Tashigang）は、ブータン東部の町で、タシガン県の県都。トラシガン、ツァシガンとも表記される。
南でガムリ川と合流するドランメ＝チュー川の東斜面に築かれている。近郊にはブータンに二つある空港のうちの一つ、ヨンプラ空港がある。
2005年国勢調査時の人口は2383人。

## 脚注

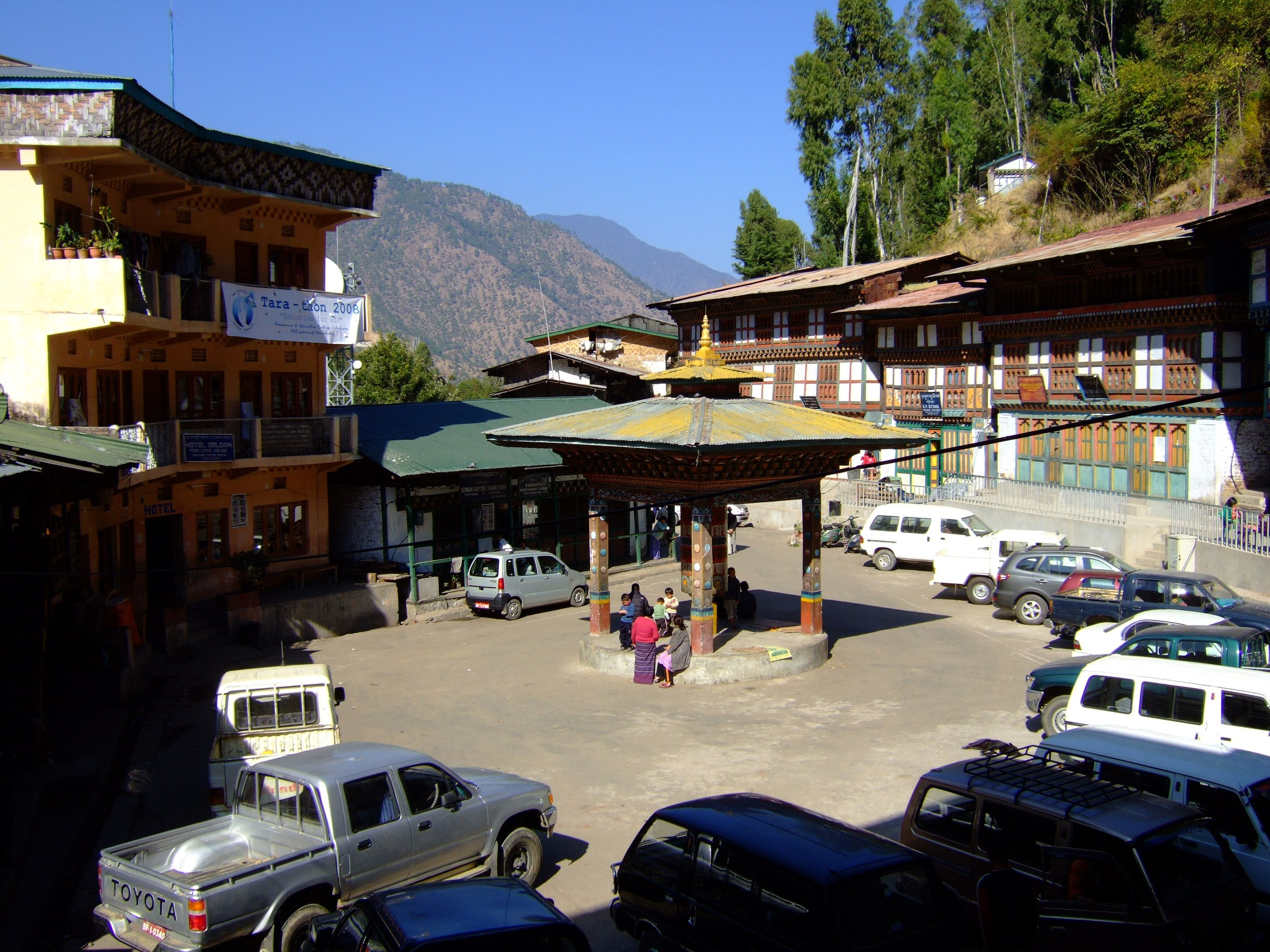
タシガンの中心部
（2008年1月）

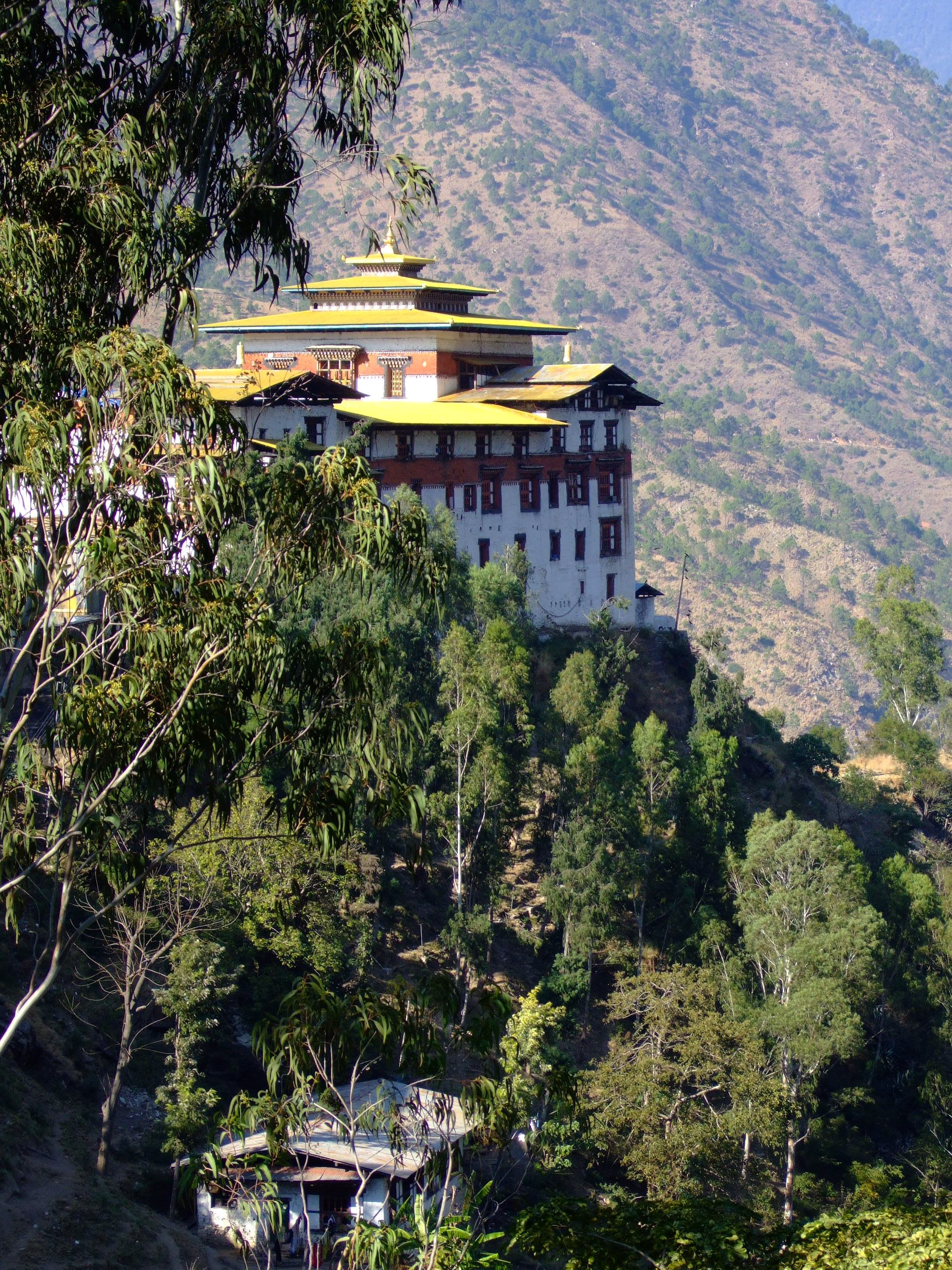
タシガン・ゾン
（2008年1月）